# Vigersted
Vigersted is een plaats in de Deense regio Seeland, gemeente Ringsted. De plaats telt 534 inwoners (2021).